# دانيال هووكر
دانيال هووكر هو شخصية أعمال وسياسي أمريكي، ولد في 22 ديسمبر 1831، وتوفي في 26 أبريل 1894. نشط حزبياً في الحزب الديمقراطي. وقد انتخب عضو جمعية ولاية ويسكونسن ‏.